# Helena av Anjou
Helena av Anjou, född 1235, död 1314, var drottning av Serbien 1245–1276 som gift med kung Stefan Uroš I av Serbien. Hon är ett helgon inom de östliga ortodoxa kyrkorna.

## Biografi
Helenas bakgrund är oklar. Hon blev känd för sitt arbete som kulturmecenat, då hon reparerade kyrkor och kloster och gav order om många översättningar av böcker. Hon grundade också en skola för flickor.
Helena av Anjou var guvernör för furstendömet Zeta och Travunien 1276–1308.